# Marleen Stikker

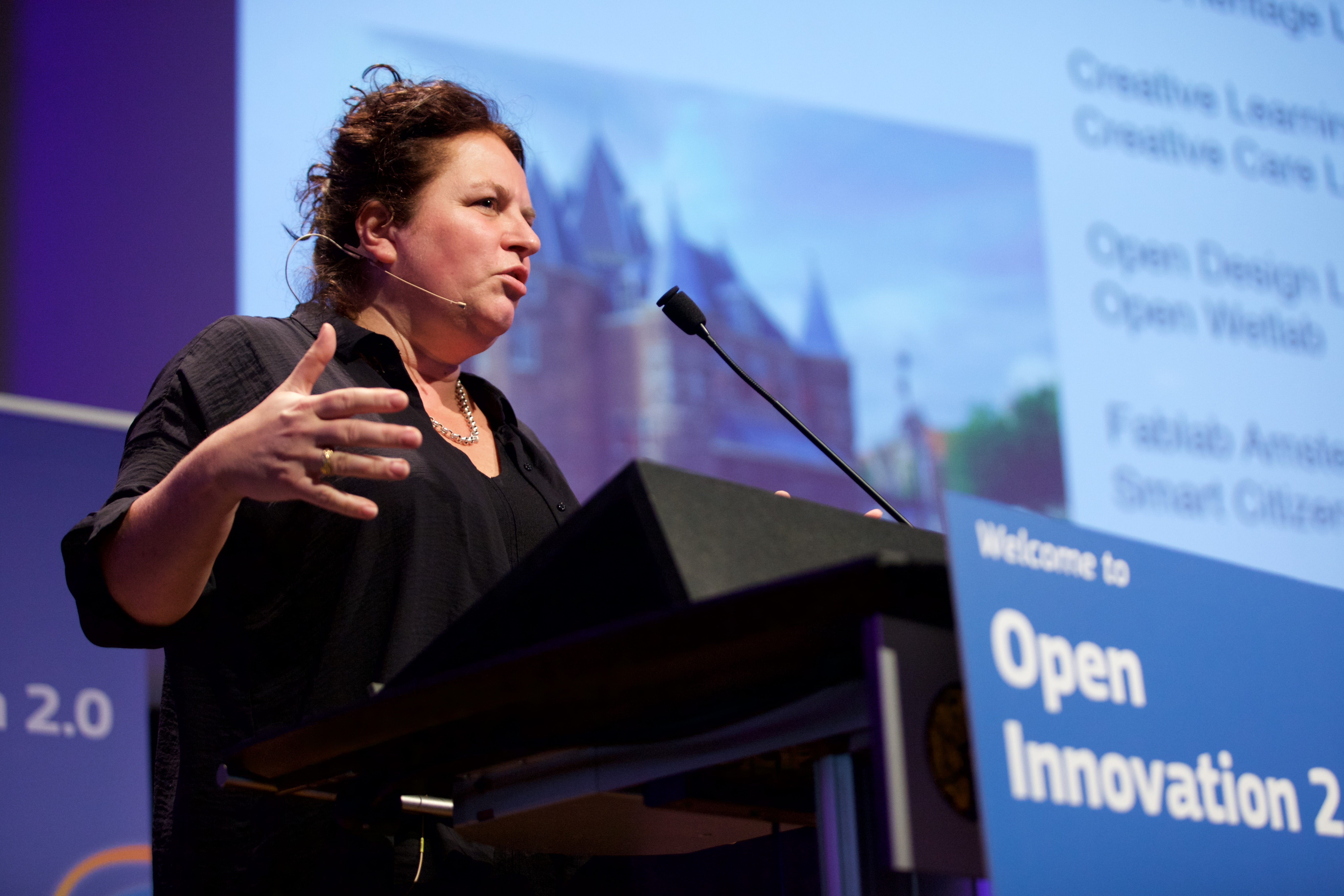
Marleen Stikker bij Open Innovation 2.0 Conference 2016

Marleen Stikker (Groningen, 13 september 1962) is directeur en een van de twee oprichters van Waag in Amsterdam, en oprichter van De Digitale Stad, een virtuele publieke gemeenschap op democratische principes, die wordt gezien als voorloper van sociale media en webbrowsers. Sinds 1 juli 2020 is zij tevens lid van de Adviesraad voor wetenschap, technologie en innovatie (AWTI) en ze is kernlid van de Sociaal Creatieve Raad.

## Loopbaan
Marleen Stikker is de dochter van kunstenaar-wetenschapper Uipko Gerrit Stikker (1925-2008) en vertaler en universitair docent Gerda Meijerink (1939-2015).
Ze kreeg haar opleiding aan De Startbaan (Badhoevedorp, 1968-1974), het Montessori Lyceum Amsterdam en Revius Lyceum Doorn (1974-1980). Vanaf 1980 tot 1984 studeerde ze filosofie aan de Universiteit van Amsterdam, een studie die ze niet zou voltooien.
Stikker is sinds het begin van de jaren negentig een gangmaker op het gebied van experimenteel internet en nieuwe media. In 1993 was Marleen Stikker de oprichter van De Digitale Stad en tot eind 1998 maakte ze deel uit van het bestuur van de Stichting De Digitale Stad.
Met Caroline Nevejan richtte ze in 1994 de Maatschappij voor Oude en Nieuwe Media op, die in 1996 vernoemd werd tot Waag Society en in 2018 werd ingekort tot Waag, een cultureel research- en innovatiecentrum dat nieuwe media-toepassingen ontwikkelt binnen verschillende maatschappelijke domeinen, waaronder zorg, cultuur en onderwijs. Bovendien maakt ze deel uit van de Amsterdamse Telematica Raad en is ze bestuurslid van het Virtueel Platform, een expertisecentrum voor e-cultuur. Daarnaast heeft Marleen Stikker zitting in Kunsten '92, het Stimuleringsfonds Nederlandse Culturele Omroepproducties en Location One (in New York).
Stikker was in de loop van de jaren negentig als vertegenwoordiger van het nieuwe internettijdperk herhaaldelijk op de nationale radio en tv te beluisteren en te zien.
Ze organiseerde de Cross Media Week PICNIC in Amsterdam.
Het idee van De Digitale Stad werd in 2011 in Amerika opgepakt door de groep 'Next Net'.
Sinds 2021 is ze Professor of Practice aan de Hogeschool van Amsterdam. Op 11 november 2021 ontving ze een eredoctoraat van de Vrije Universiteit Amsterdam.

## Boek
In november 2019 publiceerde Stikker het boek Het internet is stuk - Maar we kunnen het repareren (ISBN 9789044542677). Stikker blikt in het boek terug op hoe internet eruitzag voordat de grote techbedrijven er de dienst gingen uitmaken, analyseert wat er misging en roept op tot actie: wij allemaal zullen onze handen uit de mouwen moeten steken als we een humane digitale toekomst willen.